# ABN AMRO Cup 2011
De ABN AMRO Cup 2011 is een Nederlands hockeytoernooi voor clubteams dat werd gehouden van 1 tot en met 4 september 2011. Het was de vierde editie en alle twaalf hoofdklasseclubs namen deel aan het toernooi.
HC Rotterdam won voor de tweede keer op rij in het eigen stadion de Jan Hagendijk trofee door in de finale Amsterdam te verslaan.

## Voorrondes
1 september 2011

### Poule A
Locatie: Bilthoven
| Club            | GS | GW | VL |
| --------------- | -- | -- | -- |
| 1. SCHC         | 2  | 2  | 0  |
| 2. Oranje Zwart | 2  | 1  | 1  |
| 3. Den Bosch    | 2  | 0  | 2  |

- SCHC – Oranje Zwart 1-0
- Oranje Zwart – Den Bosch 3-1
- SCHC – Den Bosch 1-0

### Poule B
Locatie: Laren
| Club            | GS | GW | VL |
| --------------- | -- | -- | -- |
| 1. Laren        | 2  | 2  | 0  |
| 2. Kampong      | 2  | 1  | 1  |
| 3. Schaerweijde | 2  | 0  | 2  |

- Laren – Kampong 3-1
- Kampong – Schaerweijde 2-2 (Kampong wns)
- Laren – Schaerweijde 2-0

### Poule C
Locatie: Amsterdam
| Club         | GS | GW | VL |
| ------------ | -- | -- | -- |
| 1. Amsterdam | 2  | 2  | 0  |
| 2. Pinoké    | 2  | 1  | 1  |
| 3. Hurley    | 2  | 0  | 2  |

- Amsterdam – Pinoké 3-0
- Pinoké – Hurley 1-0
- Amsterdam – Hurley 6-1

### Poule D
Locatie: Wassenaar
| Club           | GS | GW | VL |
| -------------- | -- | -- | -- |
| 1. Rotterdam   | 2  | 2  | 0  |
| 2. HGC         | 2  | 1  | 1  |
| 3. Bloemendaal | 2  | 0  | 2  |

- HGC – Bloemendaal 2-2 (HGC wns)
- Bloemendaal – Rotterdam 1-2
- HGC – Rotterdam 0-0 (Rotterdam wns)

## Tweede ronde
Rotterdam, 3 september 2011

### Poule 1
- SCHC - Rotterdam 3-4
- Laren - Amsterdam 3-4

### Poule 2
- Oranje Zwart – HGC 2-2 (HGC wns)
- Kampong – Pinoké 2-7

### Poule 3
- Den Bosch – Bloemendaal 7-7 (Bloemendaal wns)
- Schaerweijde – Hurley 3-2

## Finales
Rotterdam, 4 september 2011
- 11/12 Den Bosch – Hurley 2-6
- 9/10  Bloemendaal – Schaerweijde 8-2
- 7/8   Oranje Zwart – Kampong 2-2 (Kampong wns)
- 5/6   HGC – Pinoké 0-4

### 3de plaats
- SCHC – Laren 3-4

### Finale
| 4 september 2011 14:00                                                                |                  |                                                                      |                                  |
| HC Rotterdam                                                                          | 5:3 (1:1)        | Amsterdam H&BC                                                       | Sportpark Hazelaarweg, Rotterdam |
| Diederik Vidal 1-0 Nick Wilson 2-3 Nick Wilson 3-3 Tristan Algera 4-3 Simon Child 5-3 | Wedstrijdverslag | 1-1 (sb) Jan-Willem Buissant 1-2 (sc) Taeke Taekema 1-3 Floris Evers | Sportpark Hazelaarweg, Rotterdam |

### Kampioen
| ABN AMRO Cup 2011      |
| ---------------------- |
| HC Rotterdam 2de titel |

## Einduitslag
1. Rotterdam
2. Amsterdam
3. Laren
4. SCHC
5. Pinoké
6. HGC
7. Kampong
8. Oranje Zwart
9. Bloemendaal
10. Schaerweijde
11. Hurley
12. Den Bosch

2008 · 2009 · 2010 · 2011 · 2012 · 2013 · 2014 · 2015 · 2016 · 2017 · 2018 · 2019